# Dinosaur National Monument
Das Dinosaur National Monument [daɪnəsɔːr -] (deutsch Dinosaurier-Nationalmonument) ist ein Schutzgebiet der Vereinigten Staaten von Amerika an den südöstlichen Ausläufern der Uinta Mountains – einem Gebirgszug der Rocky Mountains. Es umfasst beidseitig der Grenzen von Colorado und Utah, am Zusammenfluss des Green Rivers und des Yampa Rivers, eine Fläche von 832,4 km². Neben dem Dinosaur Quarry 40° 26′ 26″ N, 109° 18′ 4″ W (Dinosaurier-Fundstelle; lediglich 0,3 km² des Monuments, neue Ausgrabungshalle seit 2015) gehören die Schluchten des Green- und Yampa-Rivers zu den Hauptattraktionen des Nationalmonuments.

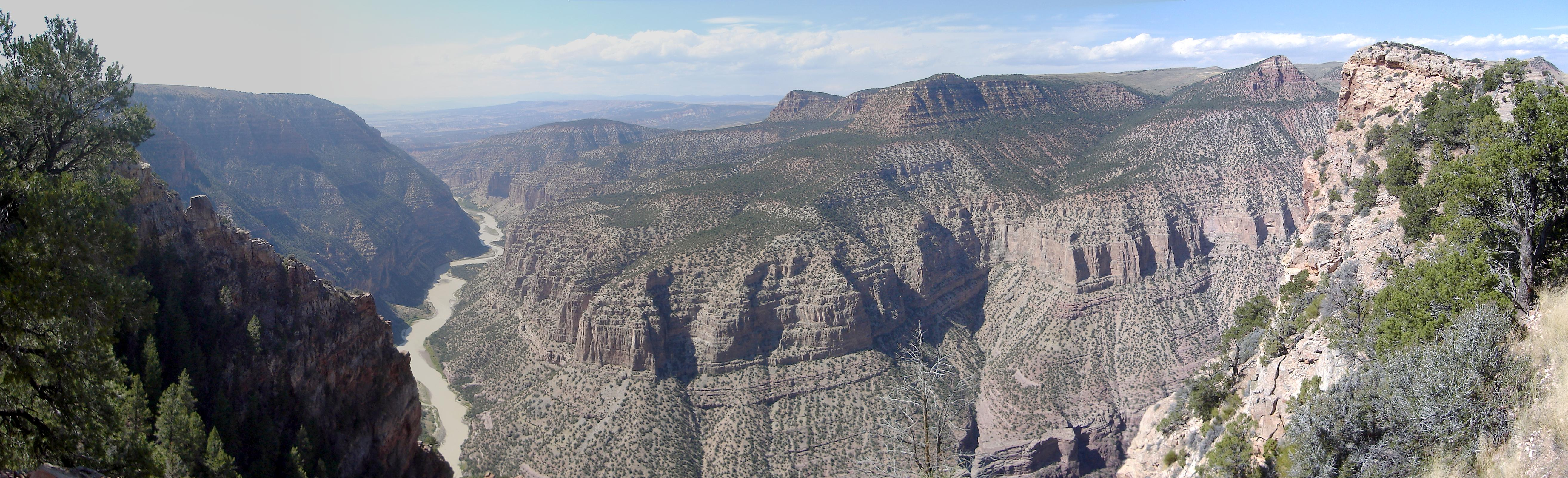
Panorama des Dinosaur National Monument

## Geschichte
Die Region um das heutige Dinosaur Quarry wurde erstmals im August 1909 von Earl Douglass, einem Paläontologen vom Carnegie Museum in Pittsburgh, entdeckt, der dort auf unzählige Körperfossilien stieß und sie anschließend zu weiteren Forschungen an das Carnegie Museum versandte. In der Folgezeit wurden Tausende von Einzelknochen und einige gut erhaltene Skelette von Dinosauriern ausgegraben, bis das Gebiet 1915 schließlich von US-Präsident Woodrow Wilson als Nationalmonument unter Schutz gestellt wurde. Bis 1938 umfasste es dabei lediglich die 0,3 km² um die Dinosaurier-Fundstellen im US-Staat Utah, ehe mit einer enormen Erweiterung auf 832,4 km² auch die Schluchten des Green-Rivers und des Yampa-Rivers in das Monument miteinbezogen wurden.